# Yzomandias
Jakub Vlček (* 21. března 1991 Karlovy Vary), spíše známý jako Yzomandias a dříve Logic, je český rapper, DJ a vlastník nahrávací společnosti Milion+ Entertainment, v níž současně také působí. Je průkopníkem trapu na české rapové scéně. Vedle hudebního žánru převádí do tuzemských poměrů také vizuálně-stylovou kulturu amerických rapperů (účesy – copánky, dredy, tetování na obličeji, street oblečení od předních designérů – Gucci, Balenciaga, Louis Vuitton, Prada, Gallery Dept, Dior a další).
Začínal jako DJ Logic ve skupinách KIDZ, Zutroy Clique a v kontroverzní Fuerza Arma. Brzy si k hudebnímu produkování osvojil i rapování a začal nahrávat pod pseudonymem Logic. V této době se postupně proslavoval svou sérií mixtapů Hráč Roku a dále také mixtapem Czech Made Man. V roce 2015 spoluzaložil label Milion+ a vydal debutové sólové album Yzomandias, na kterém dokončil přerod v nový charakter Yzomandiase. Následně vydal v žánru trapu řadu úspěšných alb Ze dna (2016), Zhora vypadá všechno líp (2017), Sbohem Roxano (2018), Dobrá duše, srdce ze zlata (2019), Prozyum (2020), Yzomandias II: Zpátky na svojí planetu (2023), Painkillers (2024) a sérii mixtapů J.Eden, J.Eden Dva a J.Eden E-Gen. Většina z alb získala nejméně platinovou certifikaci za prodej. Deska Prozyum byla oceněna žánrovou cenou Anděl za rok 2020, na kterých byl také nominován na videoklip roku za videoklip k EP „Melanž“. 

## Dětství a mládí
Jakub Vlček se narodil v Karlových Varech v roce 1991. S hudbou začal již v dětství – od 13 let dělal DJ a od roku 2007, když mu bylo 16, působil i jako MC.

## Kariéra

### Začátky: KIDZ, Zutroy Clique, Fuerza Arma (2007–2011)
Coby DJ Logic vydal v roce 2007 svůj první mixtape We Are The Future Mixtape Vol. 1, na kterém s ním spolupracovali producenti Deckl aka DTonate a Whoa2000. Ve spolupráci s producentem Whoa2000 poté založili uskupení KIDZ. Později téhož roku ještě vyprodukovali druhý díl mixtape We Are The Future Mixtape Vol. 2. V roce 2008 byl přijat do labelu Zutroy Clique, ve kterém byli i Sergei Barracuda, Jimmy Dickson a pár dalších. Zde vydal mixtapy Shine Like Diamonds (2008) a Svět patří nám (2009). V roce 2009 se Zutroy rozpadl poté, co se Logic se Sergeiem pohádali a Sergei následně také odešel. Údajně byl za rozpadem rovněž spor kvůli profilu na sociální síti Myspace. Právě přes Myspace a Bandzone tehdy všichni zveřejňovali svou produkci.
Ještě téhož roku se spojil s rapperem Clipem z kontroverzní skupiny Fuerza Arma, se kterým vydal společný projekt Z Ostravy do Varů (2010). V této době si zkrátil pseudonym jen na Logic. Aby do tvrdé skupiny více zapadl, oholil si hlavu a začal psát mnohem tvrdší a agresivnější texty. Skupina po svém proslavení začala být spojována s neonacistickou scénou, ačkoliv to vždy sami popírali. V reakci jim byly smazány účty na Bandzone a nesměli vystoupit na Hip Hop Kempu 2010. Tento styl si Logic udržel ještě pro svůj mixtape Hráč roku vol. 1, který vyšel v roce 2010. Brzy poté ovšem skupinu opustil a Hráč roku vol. 2 (2011), již byl vytvořen bez spolupráce s Fuerza Arma. Přesun ke zcela jinému stylu předznamenal mixtape Czech Made Man (2012), na kterém se nachází interpreti jako Jimmy Dickson, Marpo či Jackpot.

### Cesta nahoru: YZO Empire (2012–2015)
Po půlce roku 2012 založil s rapperem Jimmym Dicksonem seskupení YZO Empire (420xYZO), ve kterém od začátku byli také producenti Konex a Double OP. Brzy přibyli Lvcas Dope, Jackpot, Cibich nebo Decky. V roce 2012 Logic s Jackpotem vydali společné EP Pod vlivem. Produkci zajistil Cassius Cake. Na EP se jako hosté nachází i Lvcas Dope a Jimmy Dickson. EP vyšlo na PVP labelu (předchůdce Blakkwood Records). V roce 2013 členové uskupení YZO Empire získali vlastní pořad na Rádiu Spin nazvanou YZO Show.
Ještě v roce 2013 pokračoval s releasy spoluprací s Jimmy Dicksonem (později přejmenovaném na Jicksona) nazvanou Yzotape, na které se opět podíleli i další členové YZO Empire. Z uskupení se postupně stávala úspěšná značka s vlastním merchem a fanoušky. V dubnu 2014 vyšel mixtape Hráč roku vol. 3. Dva měsíce na to, tedy v červenci, vyšlo Starship: Oblivion EP, které vydal společně s Lofty305 a produkoval ho Decky.

### Milion+ a Yzomandias (od roku 2015)
V roce 2015 převedl YZO Empire v nově založený label Milion+ Entertainment, na kterém byli postupně upsáni i Robin Zoot, Karlo, Hasan, Nik Tendo a další. V dubnu 2015 vydal singl „HVSHTHVG“, kterým oznámil první sólové album s názvem Yzomandias. Na albu představil své nové „já“ – Yzomandiase (ke změně pseudonymu přistoupil po proslavení se amerického rappera Logica). Hostují rappeři Jackpot, Cibch, Jimmy Dickson, Lvcas Dope; produkovali ho producenti Decky, Dalyb, Donie Darko a další. Na konci roku 2015 vydal singl „Pozdě“, který se od jeho tehdejších písniček lišil tím, že zarapoval novou flow, která se u něj nikdy neobjevila, písničku mu produkoval známý producent Abe. Postupně tak dorostl do hudební vyspělosti, kdy jako jeden z prvních českých rapperů začal produkovat hudbu v žánru trap.
Dne 24. ledna 2016 vydalo Milion+ album Gudlak, které patří Yzomandiasovi a Karlovi (tehdejší Gumbgu). V květnu vydalo Milion+ mixtape Milion+ Paradise, na kterém se podíleli všichni členové z tohoto vydavatelství. Mixtape zmixoval Konex s Yzomandiasem. V červnu Yzomandias vydal album Ze dna. Na Vánoce 2016 vydal mixtape J. Eden.
Ke konci roku 2016 vydal singl „Kawasaki“, kde poprvé u Yzomandiase hostuje Nik Tendo, na YouTube videoklip nabral více než 13 miliónů zhlédnutí. V květnu 2017 vydal album Zhora vypadá všechno líp. Píseň „Holly Molly“ (ft. Lvcas Dope) z tohoto alba získala na YouTube více než 15 miliónů zhlédnutí. Do alba zařadil i již vydaný singl „Kawasaki“. V říjnu vydal singl s Nikem Tendem a Lvcasem Dopem jménem „Sny a noční můry“, který má víc než 8,5 miliónů zhlédnutí. Album obdrželo za prodej platinovou desku. Ke konci roku opustil Lvcas Dope kvůli interním neshodám Milion+ a založil si svůj vlastní label.
Dne 30. dubna 2018 vydal album Sbohem Roxano, které získalo platinovou desku. Některé písničky jednotlivě na YouTube nabraly miliony zhlédnutí. Ke konci roku 2018, dne 30. listopadu, vydalo Milion+ dlouho očekávané společné album Krtek Money Life (KML), na kterém hostovali všichni členové z tohoto vydavatelství. Po nějaké době od vydání alba jeli všichni členové labelu na tour (později vyšel dokumentární film, který zachycovat přípravu a dění na turné).
V květnu 2019 vydal singl „Rick nebo Raf“, který mu produkoval Konex. O měsíc později vyšel remix, kde hostují slovenští interpreti Zayo, Ego a člen Milion+ Nik Tendo. Před prázdninami téhož roku vyšel mixtape J. Eden dva, který je pokračováním mixtapu J. Eden, mixtape byl zmixován jeho kolegou z Milion+ Konexem. Ke konci roku vydává album Dobrá duše, srdce ze zlata, které bylo v roce 2020 nominováno na Cenu Anděl. Album bylo oceněno platinovou deskou.
V roce 2020 vydal velmi úspěšné EP Melanž, na kterém hostuje Nik Tendo a které získalo rekordní čísla přehrání na Spotify i YouTube. Písně z EP byly pro YouTube spojeny od jednoho videoklipu, který nasbíral přes 19 milionů zhlédnutí. EP bylo oceněno 10x platinovou certifikací. Na podzim téhož roku vydal album Prozyum, které je symbolickým pokračováním EP Melanž. Na tomto albu hostují mimo jiné Nik Tendo, Ektor nebo Smack One. Album Prozyum získalo v Česku 2x platinovou desku a na Slovensku zlatou desku. Následně vyhrálo žánrovou Cenu Anděl 2020, kterou si Yzomandias osobně nevyzvednul. Na začátku roku 2021 vyhrál v kategorii Art, i jako celkový vítěz v anketě „Muž roku Esquire MAN 2020“, a ohlásil deluxe verzi alba Prozyum, která nese název Prozyum (Director's Cut) a byla vydána 12. února 2021.
Na konci února 2022 vydal projekt J. Eden E-Gen, který mixoval NobodyListen. Obsahuje několik nových písní a celou řadu remixů. Z písní uspěly zejména singly „Jedna Dva“, „Karanténa“ (ft. Karlo, Nik Tendo, Koky, Jickson, Kamil Hoffmann & Hasan), „Koleso“ a „Tuš“ (ft. PTK). Mixtape debutoval na první příčce českého i slovenského žebříčku prodejnosti alb. Z 39 písní se 33 umístilo v české singlové digitální hitparádě. Yzomandias tím sám tvořil třetinu tohoto žebříčku. V září vyšla reedice mixtape pod názvem J.Eden E-G3n (#freekarlo edition) s několika novými písněmi.
V listopadu roku 2022 vyšlo společné album Yzomandiase a Nik Tenda nazvané Kruhy a vlny. Prvním singlem z projektu byla píseň „Láska a bolest“ (10. příčka). Mezi nejúspěšnější hity z tohoto alba patří „Standart“, „Free Karlo“ nebo „Co ty oči“. V dubnu 2023 vyšla deluxe verze alba s několika novými písněmi. V srpnu 2023 vyšla remasterovaná verze alba Yzomandias (původně 2015).
V polovině září 2023 vyšlo Yzomandias II: Zpátky na svojí planetu. Produkci většiny písní zajistil Decky. V dubnu 2024 následovalo EP Paranoia se singly „Až bude hořet“ (ft. Viktor Sheen a Hard Rico) a „Paranoia“ (ft. Separ, Viktor Sheen, Nik Tendo, Karlo a PTK). V květnu hostoval na hitu „Narcos“ od Hard Rica, který byl na vrcholu české digitální hitparády dvanáct týdnů.
V červenci roku 2024 vyšly dva singly „No Sleep Gang“ a „Get Low“, na kterých spolupracoval s rapperem P T K. V listopadu téhož roku vyšlo společné album Yzomandiase a PTK s názvem Painkillers, které obsahuje 14 skladeb. Mezi ty nejznámější lze zařadit „Painkillers“, „KSN“ nebo již zmiňovaný singl „No Sleep Gang“
V dubnu 2025 se objevil na titulní straně časopisu Playboy a odhalil zde, že pracuje na projektu „YZZA MIXTAPE“.

## Podnikání
V lednu 2018 založil dvě firmy. První je Milion Plus s.r.o., která provozuje eshop Milion+ a pravděpodobně spravuje management labelu. Figuruje v ní jako jednatel i jediný společník. Druhou firmou byla Krtek Money Life s.r.o., kterou ovšem dle obchodního rejstříku v roce 2019 převzal Mária Bihari z Maďarska.

## Diskografie

### Studiová alba
| Rok  | Album | Nejvyšší umístění v hitparádě | Nejvyšší umístění v hitparádě | Ocenění                        |
| Rok  | Album | CZ TOP 100                    | SK TOP 100                    | Ocenění                        |
| ---- | --- | ----------------------------- | ----------------------------- | ------------------------------ |
| 2015 | Yzomandias - Vydáno: 20. dubna 2015 - Vydavatel: Milion+                                                      | —                             | —                             |                                |
| 2016 | Ze dna - Vydáno: 26. června 2016 - Vydavatel: Milion+                                                         | 11                            | —                             |                                |
| 2017 | Zhora vypadá všechno líp - Vydáno: 24. května 2017 - Vydavatel: Milion+                                       | 4                             | 4                             | CZ: platinové                  |
| 2018 | Sbohem Roxano - Vydáno: 30. dubna 2018 - Vydavatel: Milion+                                                   | 1                             | 2                             | CZ: platinové                  |
| 2019 | Dobrá duše, srdce ze zlata - Vydáno: 6. prosince 2019 - Vydavatel: Milion+, Universal Music                   | 2                             | 2                             | CZ: platinové                  |
| 2020 | Prozyum - Vydáno: 27. listopadu 2020 - Vydavatel: Milion+, Universal Music                                    | 1                             | 1                             | CZ: 4x platinové SK: platinové |
| 2021 | Prozyum (Director's Cut) - Vydáno: 12. února 2021 - Vydavatel: Milion+, Universal Music                       | 1                             | 1                             | CZ: 4x platinové SK: platinové |
| 2022 | Kruhy a vlny (s Nik Tendem) - Vydáno: 16. listopadu 2022 - Vydavatel: Milion+, Universal Music                | 1                             | 1                             |                                |
| 2023 | Kruhy a vlny (217 Twins Edition) (s Nik Tendem) - Vydáno: 7. dubna 2023 - Vydavatel: Milion+, Universal Music | 1                             | 3                             |                                |
| 2023 | Yzomandias II: Zpátky na svojí planetu - Vydáno: 15. září 2023 - Vydavatel: Milion+, Universal Music          | 1                             | 1                             |                                |
| 2024 | Painkillers (s PTK) - Vydáno: 21. listopadu 2024 - Vydavatel: PTK Music, Milion+, Universal Music             | 2                             | 2                             |                                |

### EPs
- Pod Vlivem EP (s Jackpot) (2012)
- Starship Oblivion EP (s Lofty305) (2014)
- Melanž (2020)
- Paranoia (2024)

### Mixtapy
- We Are The Future Mixtape Vol. 1
- We Are The Future Mixtape Vol. 2
- Shine Like Diamonds (2008)
- Z Ostravy do Varů (s Clip) (2009)
- Hráč Roku vol. 1 (2010)
- Hráč Roku vol. 2 (2011)
- Czech Made Man (2012)
- Hráč Roku vol. 3 (2014)

| Rok  | Mixtape                                                                                             | Nejvyšší umístění v hitparádě | Nejvyšší umístění v hitparádě | Ocenění          |
| Rok  | Mixtape                                                                                             | CZ TOP 100                    | SK TOP 100                    | Ocenění          |
| ---- | --------------------------------------------------------------------------------------------------- | ----------------------------- | ----------------------------- | ---------------- |
| 2016 | J.Eden - Vydáno: 15. prosince 2016 - Vydavatel: Milion+, Universal Music                            | —                             | —                             |                  |
| 2019 | J.Eden Dva - Vydáno: 31. května 2019 - Vydavatel: Milion+, Universal Music                          | 1                             | 1                             | CZ: 2x platinové |
| 2022 | J.Eden E-Gen (mixed by NobodyListen) - Vydáno: 25. února 2022 - Vydavatel: Milion+, Universal Music | 1                             | 1                             |                  |
| 2022 | J.Eden E-G3n (#freekarlo edition) - Vydáno: 2. září 2022 - Vydavatel: Milion+, Universal Music      | 3                             | 1                             |                  |

### Společná alba/mixtapy
- Yzotape (s Jickson)(2013)
- [Gudlak] (s Karlo) (2016)
- Milion+ Paradise (s Milion+) (2016)
- KRTEK MONEY LIFE (s Milion+) (2018)
- #hot16challenge2 (s Milion+) (2020)
- Krtek Forever (s Milion+) (2023)

### Singly a další písně
| Rok  | Název písně                                                                                            | Pozice v žebříčcích | Pozice v žebříčcích  | Pozice v žebříčcích | Počet streamů | Počet streamů | Album                                  |
| Rok  | Název písně                                                                                            | CZ Digital Top 100  | CZ Digital Top 50 CZ | SK Digital Top 100  | YouTube       | Spotify       | Album                                  |
| ---- | --- | ------------------- | -------------------- | ------------------- | ------------- | ------------- | -------------------------------------- |
| 2016 | „UPS“                                                                                                  | —                   | —                    | —                   | 3,5 mil.      | 627 tisíc     | Ze dna                                 |
| 2016 | „Ledovej“                                                                                              | —                   | —                    | —                   | 1,4 mil.      | 701 tisíc     | Ze dna                                 |
| 2016 | „Kawasaki“ (ft. Nik Tendo)                                                                             | —                   | 13                   | —                   | 15,6 mil.     | 5,1 mil.      | Zhora vypadá všechno líp               |
| 2017 | „Lásku“                                                                                                | 48                  | 2                    | 84                  | 2 mil.        | 2,3 mil.      | Zhora vypadá všechno líp               |
| 2017 | „Holly Molly“ (ft. Lvcas Dope)                                                                         | 28                  | 1                    | 65                  | 17 mil.       | 9,2 mil.      | Zhora vypadá všechno líp               |
| 2017 | „CPK“ (ft. Ego)                                                                                        | 52                  | 4                    | 57                  | —             | 1,2 mil.      | Zhora vypadá všechno líp               |
| 2017 | „217“ (ft. Nik Tendo)                                                                                  | —                   | —                    | —                   | 2,4 mil.      | 1,3 mil.      | Zhora vypadá všechno líp               |
| 2017 | „Aloha“                                                                                                | 51                  | 3                    | —                   | 1,5 mil.      | 1,1 mil.      | Zhora vypadá všechno líp               |
| 2017 | „AZTMJ“ (ft. Robin Zoot)                                                                               | 53                  | 5                    | 100                 | —             | 838 tisíc     | Zhora vypadá všechno líp               |
| 2017 | „Fabie“                                                                                                | 56                  | 5                    | 91                  | —             | 976 tisíc     | Zhora vypadá všechno líp               |
| 2017 | „Den - Jeden“                                                                                          | 67                  | 7                    | —                   | —             | 810 tisíc     | Zhora vypadá všechno líp               |
| 2017 | „HCB“                                                                                                  | 68                  | 8                    | —                   | —             | 700 tisíc     | Zhora vypadá všechno líp               |
| 2017 | „Vrána k vráně“ (ft. Hasan)                                                                            | 77                  | 4                    | —                   | 2,9 mil.      | 1,5 mil.      | Zhora vypadá všechno líp               |
| 2017 | „Kriste Ježiš Bože“                                                                                    | 78                  | 11                   | —                   | —             | 1 mil.        | Zhora vypadá všechno líp               |
| 2017 | „Flip“ (ft. Jickson)                                                                                   | 80                  | 12                   | —                   | —             | 547 tisíc     | Zhora vypadá všechno líp               |
| 2017 | „Něco se bude dít“ (ft. Karlo)                                                                         | 82                  | 13                   | —                   | 2,4 mil.      | 1 mil.        | Zhora vypadá všechno líp               |
| 2017 | „Mikasa Sukasa“                                                                                        | 53                  | 1                    | —                   | 11 mil.       | 4,5 mil.      | —                                      |
| 2017 | „Sny & Noční můry“ (s Lvcas Dope a Nik Tendo)                                                          | 7                   | 1                    | 37                  | 9,6 mil.      | 3,5 mil.      | —                                      |
| 2018 | „WWW“                                                                                                  | 67                  | 16                   | —                   | 1,7 mil.      | 1,4 mil.      | Sbohem Roxano                          |
| 2018 | „Kokalero“                                                                                             | 5                   | 1                    | 25                  | 5,9 mil.      | 4 mil.        | Sbohem Roxano                          |
| 2018 | „Kordylery“ (ft. Decky a Kamil Hoffmann)                                                               | 8                   | 2                    | 19                  | 2,9 mil.      | 5,1 mil.      | Sbohem Roxano                          |
| 2018 | „Nevzlátejte“                                                                                          | 25                  | —                    | 71                  | 1,8 mil.      | 1,3 mil.      | Sbohem Roxano                          |
| 2018 | „Spolu“ (ft. Nik Tendo)                                                                                | 3                   | 1                    | 23                  | 2,7 mil.      | 3,8 mil.      | Sbohem Roxano                          |
| 2018 | „Rehab“ (ft. Hasan)                                                                                    | 31                  | 8                    | 82                  | 3,5 mil.      | 3 mil.        | Sbohem Roxano                          |
| 2018 | „TTBB“ (ft. Viktor Sheen, Nik Tendo, Zayo a Karlo)                                                     | 24                  | 3                    | 36                  | —             | 1,8 mil.      | Sbohem Roxano                          |
| 2018 | „Oujeje“ (ft. Jickson a Kamil Hoffmann)                                                                | 25                  | 4                    | 52                  | —             | 1,4 mil.      | Sbohem Roxano                          |
| 2018 | „Poď blíž“ (ft. Čis T a Smack One)                                                                     | 26                  | 5                    | 76                  | —             | 1,1 mil.      | Sbohem Roxano                          |
| 2018 | „KML“ (ft. Milion+)                                                                                    | 34                  | 7                    | 67                  | —             | 1,1 mil.      | Sbohem Roxano                          |
| 2018 | „Opozice“                                                                                              | 41                  | 9                    | 97                  | —             | 1,8 mil.      | Sbohem Roxano                          |
| 2018 | „Halo?“ (ft. Karlo)                                                                                    | 62                  | 14                   | 94                  | 225 tisíc     | 802 tisíc     | Sbohem Roxano                          |
| 2018 | „Andez“                                                                                                | 62                  | 12                   | —                   | —             | 788 tisíc     | Sbohem Roxano                          |
| 2019 | „Rick nebo Raf“                                                                                        | 6                   | 2                    | 17                  | 2,6 mil.      | 3 mil.        | —                                      |
| 2019 | „666“ (ft. Youv Dee)                                                                                   | 10                  | 4                    | 41                  | 2 mil.        | 2,1 mil.      | —                                      |
| 2019 | „Scale to Fit“ (Nik Tendo)                                                                             | 20                  | 4                    | 37                  | 3,8 mil.      | 8,6 mil.      | J.Eden Dva (mixtape)                   |
| 2019 | „Sold Out“ (ft. Nik Tendo)                                                                             | 11                  | 24                   | 31                  | 2,2 mil.      | 4,6 mil.      | J.Eden Dva (mixtape)                   |
| 2019 | „Život je boj (bude hůř)“ (ft. Robin Zoot)                                                             | 15                  | 8                    | 58                  | —             | 7,2 mil.      | J.Eden Dva (mixtape)                   |
| 2019 | „Lui, Gucci, Fendi“                                                                                    | 25                  | 10                   | 33                  | 2,7 mil.      | 4,4 mil.      | J.Eden Dva (mixtape)                   |
| 2019 | „Denně vožralej“ (ft. Karlo)                                                                           | 79                  | 37                   | —                   | 1,9 mil.      | 2 mil.        | J.Eden Dva (mixtape)                   |
| 2019 | „Kyjev“                                                                                                | 41                  | 22                   | 61                  | 469 tisíc     | 1 mil.        | J.Eden Dva (mixtape)                   |
| 2019 | „HaBiBi“ (remix ft. Nik Tendo)                                                                         | 59                  | 21                   | 97                  | 1,5 mil.      | 1,8 mil.      | J.Eden Dva (mixtape)                   |
| 2019 | „Selfmade“ (ft. Separ)                                                                                 | 37                  | 8                    | 17                  | 3,7 mil.      | 3,3 mil.      | —                                      |
| 2019 | „Necejtim nic“                                                                                         | 3                   | 2                    | 25                  | 4,5 mil.      | 4,4 mil.      | Dobrá duše, srdce ze zlata             |
| 2019 | „Drip“ (ft. Wayne Santana, Nik Tendo a Tony Effe)                                                      | 3                   | 1                    | 1                   | 2,5 mil.      | 3,8 mil.      | Dobrá duše, srdce ze zlata             |
| 2019 | „Mama“ (ft. Ektor)                                                                                     | 8                   | 5                    | 50                  | 396 tisíc     | 1,8 mil.      | Dobrá duše, srdce ze zlata             |
| 2019 | „Černej Benz“                                                                                          | 15                  | 7                    | 46                  | 1,1 mil       | 1,5 mil.      | Dobrá duše, srdce ze zlata             |
| 2019 | „Nezaprodat se, vydělat cash“                                                                          | 16                  | 8                    | 48                  | —             | 833 tisíc     | Dobrá duše, srdce ze zlata             |
| 2019 | „Kamkoliv kam přijdem“ (ft. DMS)                                                                       | 18                  | 9                    | 19                  | —             | 1,6 mil.      | Dobrá duše, srdce ze zlata             |
| 2019 | „V kouři“ (ft. Hasan a Karlo)                                                                          | 20                  | 10                   | 78                  | —             | 1 mil.        | Dobrá duše, srdce ze zlata             |
| 2019 | „Tvrdo“ (ft. Karlo)                                                                                    | 22                  | 11                   | 54                  | —             | 690 tisíc     | Dobrá duše, srdce ze zlata             |
| 2019 | „Luskni“ (ft. Nik Tendo a Karlo)                                                                       | 24                  | 13                   | 73                  | —             | 779 tisíc     | Dobrá duše, srdce ze zlata             |
| 2019 | „Odpočívej v pokoji“ (ft. Viktor Sheen a Karlo)                                                        | 25                  | 14                   | 66                  | —             | 868 tisíc     | Dobrá duše, srdce ze zlata             |
| 2019 | „Hadi a vlci“ (ft. Dimzy)                                                                              | 27                  | 15                   | 65                  | —             | 606 tisíc     | Dobrá duše, srdce ze zlata             |
| 2019 | „Nejvyšší patro v hotelu“ (ft. Nik Tendo a Eight O)                                                    | 28                  | 16                   | 77                  | —             | 595 tisíc     | Dobrá duše, srdce ze zlata             |
| 2019 | „Kde je plug?“ (ft. AstralKid22)                                                                       | 32                  | 17                   | 49                  | 365 tisíc     | 754 tisíc     | Dobrá duše, srdce ze zlata             |
| 2019 | „Ještě jeden drink“                                                                                    | 34                  | 18                   | 82                  | —             | 942 tisíc     | Dobrá duše, srdce ze zlata             |
| 2019 | „Půlnoc“ (ft. Žabson a Karlo)                                                                          | 35                  | 19                   | 64                  | 2,9 mil.      | 1,2 mil.      | Dobrá duše, srdce ze zlata             |
| 2020 | „Mawar“                                                                                                | —                   | 50                   | —                   | 3,1 mil.      | 2,3 mil.      | —                                      |
| 2020 | „El Camino“                                                                                            | 2                   | 2                    | 5                   | 26 mil.       | 13 mil.       | Melanž (EP)                            |
| 2020 | „Hroby“                                                                                                | 3                   | 3                    | 16                  | 26 mil.       | 3 mil.        | Melanž (EP)                            |
| 2020 | „Rolls“ (ft. Nik Tendo)                                                                                | 1                   | 1                    | 1                   | 26 mil.       | 21 mil.       | Melanž (EP)                            |
| 2020 | „Designer Flow“                                                                                        | 1                   | 1                    | 3                   | 7,4 mil.      | 7,1 mil.      | Prozyum                                |
| 2020 | „Amnezia“ (ft. Nik Tendo a Smack)                                                                      | 1                   | 1                    | 7                   | 1,6 mil.      | 5,1 mil.      | Prozyum                                |
| 2020 | „Zdál se mi o tobě sen“ (ft. Nik Tendo)                                                                | 3                   | 3                    | 8                   | —             | 5,3 mil.      | Prozyum                                |
| 2020 | „Jeď tvrdě nebo jeď domu“                                                                              | 4                   | 4                    | 9                   | 2,7 mil.      | 3,2 mil.      | Prozyum                                |
| 2020 | „Rozdíl mezi náma“ (ft. Ektor)                                                                         | 9                   | 8                    | 18                  | 3 mil.        | 3,5 mil.      | Prozyum                                |
| 2020 | „Někdy je míň víc“ (ft. Koky)                                                                          | 5                   | 5                    | 10                  | —             | 3 mil.        | Prozyum                                |
| 2020 | „Ve výšce“                                                                                             | 10                  | 9                    | 19                  | —             | 3,2 mil.      | Prozyum                                |
| 2020 | „Cops & Opps“ (ft. Nik Tendo a Robin Zoot)                                                             | 8                   | 7                    | 13                  | —             | 2,3 mil.      | Prozyum                                |
| 2020 | „Adikt Freestyle Remix“ (ft. Luca Brassi10x)                                                           | 7                   | 6                    | 5                   | —             | 1,9 mil.      | Prozyum                                |
| 2020 | „Heavy Tutti Guap“ (ft. Luisa)                                                                         | 11                  | 10                   | 12                  | —             | 1,6 mil.      | Prozyum                                |
| 2021 | „Rodinnej typ“                                                                                         | 1                   | 1                    | 4                   | 7,4 mil.      | 13,3 mil.     | Prozyum (Director's Cut)               |
| 2021 | „Body Bag“                                                                                             | 1                   | 1                    | 5                   | —             | 8,1 mil.      | Prozyum (Director's Cut)               |
| 2021 | „Rauš“ (ft. Nik Tendo, Jickson a Cashanova Bulhar)                                                     | 5                   | 4                    | 19                  | 1,9 mil.      | 2,9 mil.      | Prozyum (Director's Cut)               |
| 2021 | „JTNJD All-Star MegaRemix“ (ft. Vercetti CG, Nik Tendo, Koky, Ca$hanova Bulhar a Luca Brassi10x)       | 4                   | 3                    | 11                  | —             | 2,4 mil.      | Prozyum (Director's Cut)               |
| 2021 | „Push To Start“ (ft. Hasan a Kamil Hoffmann)                                                           | 8                   | 5                    | 17                  | —             | 1,8 mil.      | Prozyum (Director's Cut)               |
| 2021 | „Jedna Dva“                                                                                            | 2                   | 2                    | 1                   | 8 mil.        | 10,3 mil.     | J. Eden E-Gen                          |
| 2022 | „Nerozumí nám (2soft)“                                                                                 | 29                  | 13                   | 82                  | 1,6 mil.      | 1,9 mil.      | J. Eden E-Gen                          |
| 2022 | „když jedeme v noci“                                                                                   | 54                  | 26                   | 92                  | 1,6 mil.      | 1,2 mil.      | J. Eden E-Gen                          |
| 2022 | „Karanténa“ (ft. Karlo, Nik Tendo, Koky, Jickson, Kamil Hoffmann & Hasan)                              | 8                   | 5                    | 6                   | 1,8 mil.      | 2,1 mil.      | J. Eden E-Gen                          |
| 2022 | „Tuš“ (ft. PTK)                                                                                        | 4                   | 3                    | 39                  | —             | 1,7 mil.      | J. Eden E-Gen                          |
| 2022 | „Koleso“                                                                                               | 5                   | 4                    | 18                  | 1,5 mil.      | 2,2 mil.      | J. Eden E-Gen                          |
| 2022 | „300“                                                                                                  | 10                  | 7                    | 43                  | —             | 1,2 mil.      | J. Eden E-Gen                          |
| 2022 | „NO PROBLEMO“                                                                                          | 14                  | 9                    | 48                  | —             | 1 mil.        | J. Eden E-Gen                          |
| 2022 | „nedomestikovatelnej“                                                                                  | 16                  | 11                   | 56                  | —             | 1 mil.        | J. Eden E-Gen                          |
| 2022 | „Heliport“                                                                                             | 19                  | 12                   | 58                  | —             | 800 tisíc     | J. Eden E-Gen                          |
| 2022 | „Krysy“                                                                                                | 20                  | 13                   | 59                  | —             | 1,8 mil.      | J. Eden E-Gen                          |
| 2022 | „HND (verze 69)“ (ft. Nik Tendo a Jickson)                                                             | 21                  | 14                   | 93                  | —             | 3,3 mil.      | J. Eden E-Gen                          |
| 2022 | „FVCK FORBES“ (ft. Nik Tendo)                                                                          | 23                  | 15                   | 67                  | —             | 779 tisíc     | J. Eden E-Gen                          |
| 2022 | „Oči dokořán zavřený“                                                                                  | 29                  | 16                   | —                   | —             | 662 tisíc     | J. Eden E-Gen                          |
| 2022 | „Voprsklý Kids“                                                                                        | 30                  | 17                   | 88                  | —             | 723 tisíc     | J. Eden E-Gen                          |
| 2022 | „GOYARD BAG“                                                                                           | 31                  | 18                   | 91                  | —             | 594 tisíc     | J. Eden E-Gen                          |
| 2022 | „CHCEME TOHO MOC (chceme víc)“ (ft. Nik Tendo)                                                         | 34                  | 20                   | 96                  | —             | 780 tisíc     | J. Eden E-Gen                          |
| 2022 | „jedno bez druhýho není“                                                                               | 47                  | 27                   | —                   | —             | 575 tisíc     | J. Eden E-Gen                          |
| 2022 | „SYPEJ SYPEJ“                                                                                          | 50                  | 29                   | —                   | —             | 532 tisíc     | J. Eden E-Gen                          |
| 2022 | „BOOM BOOM POW“                                                                                        | 52                  | 30                   | —                   | —             | 598 tisíc     | J. Eden E-Gen                          |
| 2022 | „HLAD“ (ft. Nik Tendo a Koky)                                                                          | 55                  | 32                   | —                   | —             | 623 tisíc     | J. Eden E-Gen                          |
| 2022 | „Leela <3“                                                                                             | 57                  | 33                   | —                   | —             | 765 tisíc     | J. Eden E-Gen                          |
| 2022 | „NEROZUMIM TVÁ ŘEČ (Čadca rave)“ (ft. Separ)                                                           | 62                  | 34                   | 68                  | —             | 901 tisíc     | J. Eden E-Gen                          |
| 2022 | „nikde neni líp než dole“                                                                              | 65                  | 37                   | —                   | —             | 534 tisíc     | J. Eden E-Gen                          |
| 2022 | „TWIX“                                                                                                 | 67                  | 39                   | —                   | —             | 531 tisíc     | J. Eden E-Gen                          |
| 2022 | „KIOSK“ (ft. Eight O)                                                                                  | 71                  | 41                   | —                   | —             | 659 tisíc     | J. Eden E-Gen                          |
| 2022 | „tomuver“ (ft. Dokkeytino)                                                                             | 74                  | 43                   | —                   | —             | 519 tisíc     | J. Eden E-Gen                          |
| 2022 | „až budu mrtvej (Only 4 Stoners)“                                                                      | 81                  | 46                   | —                   | —             | 858 tisíc     | J. Eden E-Gen                          |
| 2022 | „LOYAL B4 ROYAL“                                                                                       | 83                  | 48                   | —                   | —             | 511 tisíc     | J. Eden E-Gen                          |
| 2022 | „jestli ti na ní/něm fatk záleží tak…“                                                                 | 88                  | —                    | —                   | —             | 1,4 mil.      | J. Eden E-Gen                          |
| 2022 | „WHOLE LOTTA GANG SHIT“                                                                                | 90                  | —                    | —                   | —             | 585 tisíc     | J. Eden E-Gen                          |
| 2022 | „still trill (rip pimp c)“                                                                             | 97                  | —                    | —                   | —             | 543 tisíc     | J. Eden E-Gen                          |
| 2022 | „Xanax & tráva“                                                                                        | 98                  | —                    | —                   | —             | 491 tisíc     | J. Eden E-Gen                          |
| 2022 | „Pararampam“                                                                                           | 9                   | 6                    | 22                  | —             | 5,7 mil.      | J.Eden E-G3n (#freekarlo edition)      |
| 2022 | „NFS“ (ft. Luca Brassi10x, Saul a Nik Tendo)                                                           | 12                  | 8                    | 3                   | 2,3 mil.      | 6,3 mil.      | J.Eden E-G3n (#freekarlo edition)      |
| 2022 | „Nejlepší droga je čistá hlava“ (ft. Nik Tendo)                                                        | 46                  | 22                   | 81                  | 284 tisíc     | 1,1 mil.      | J.Eden E-G3n (#freekarlo edition)      |
| 2022 | „Láska a bolest“ (s Nik Tendo)                                                                         | 10                  | 4                    | 11                  | 1,8 mil.      | 4,6 mil.      | Kruhy & Vlny                           |
| 2022 | „Free Karlo“ (s Nik Tendo)                                                                             | 1                   | 1                    | 1                   | 1,6 mil.      | 9,1 mil.      | Kruhy & Vlny                           |
| 2022 | „Standart“ (s Nik Tendo)                                                                               | 11                  | 6                    | 10                  | 683 tisíc     | 4,2 mil.      | Kruhy & Vlny                           |
| 2022 | „Double Trouble“ (s Nik Tendo)                                                                         | 13                  | 8                    | 12                  | 809 tisíc     | 3,8 mil.      | Kruhy & Vlny                           |
| 2022 | „Batman & Robin“ (s Nik Tendo)                                                                         | 14                  | 9                    | 17                  | —             | 2,2 mil.      | Kruhy & Vlny                           |
| 2022 | „Co Ty Oči??“ (s Nik Tendo)                                                                            | 17                  | 11                   | 24                  | 719 tisíc     | 8,3 mil.      | Kruhy & Vlny                           |
| 2022 | „Pedal To The Metal“ (s Nik Tendo)                                                                     | 19                  | 12                   | 26                  | —             | 1,8 mil.      | Kruhy & Vlny                           |
| 2022 | „BMM (Boží Mlýny Melou)“ (s Nik Tendo)                                                                 | 20                  | 13                   | 22                  | 706 tisíc     | 2,4 mil.      | Kruhy & Vlny                           |
| 2022 | „Až přestane se točit svět“ (s Nik Tendo)                                                              | 22                  | 14                   | 37                  | —             | 1,4 mil.      | Kruhy & Vlny                           |
| 2022 | „Kiddo Beatrix“ (s Nik Tendo)                                                                          | 24                  | 16                   | 33                  | —             | 1,5 mil.      | Kruhy & Vlny                           |
| 2022 | „Bukowski“ (s Nik Tendo)                                                                               | 26                  | 18                   | 38                  | —             | 1,7 mil.      | Kruhy & Vlny                           |
| 2022 | „NNN ZLO“ (s Nik Tendo)                                                                                | 28                  | 19                   | 41                  | —             | 1,3 mil.      | Kruhy & Vlny                           |
| 2022 | „Smokin tráva, Poppin Xan“ (s Nik Tendo)                                                               | 33                  | 21                   | 49                  | —             | 1,6 mil.      | Kruhy & Vlny                           |
| 2022 | „Míša Boček Flexx“ (s Nik Tendo)                                                                       | 36                  | 22                   | 53                  | —             | 1,1 mil.      | Kruhy & Vlny                           |
| 2022 | „Vyměřenej čas“ (s Nik Tendo)                                                                          | 37                  | 23                   | 64                  | —             | 1,3 mil.      | Kruhy & Vlny                           |
| 2022 | „Cykloskit feat. Šimon Havlík“ (s Nik Tendo)                                                           | 67                  | 35                   | 89                  | —             | 673 tisíc     | Kruhy & Vlny                           |
| 2023 | „Novej svět“ (s Nik Tendo a PTK)                                                                       | 5                   | 4                    | 7                   | 2,4 mil.      | 8,3 mil.      | Kruhy a vlny (217 Twins Edition)       |
| 2023 | „Ride or Die“ (s Nik Tendo (ft. Calin a Viktor Sheen))                                                 | 5                   | 4                    | 31                  | —             | 4,4 mil.      | Kruhy a vlny (217 Twins Edition)       |
| 2023 | „Nikdy už nebudu Ok“ (s Nik Tendo (Ft. Cashanova Bulhar a Labello))                                    | 9                   | 7                    | 53                  | —             | 2,1 mil.      | Kruhy a vlny (217 Twins Edition)       |
| 2023 | „Krtek Money Life“ (s Nik Tendo (ft. Hasan, Karlo, Koky a Robin Zoot))                                 | 17                  | 12                   | 55                  | —             | 2,2 mil.      | Kruhy a vlny (217 Twins Edition)       |
| 2023 | „Kolikrát ještě?“ (s Nik Tendo (ft. 58G))                                                              | 18                  | 13                   | 63                  | —             | 1,4 mil.      | Kruhy a vlny (217 Twins Edition)       |
| 2023 | „Život je krátkej“ (s Nik Tendo (ft. Blako))                                                           | 19                  | 14                   | 75                  | —             | 1,3 mil.      | Kruhy a vlny (217 Twins Edition)       |
| 2023 | „Kouř“ (s Nik Tendo (ft. Smack a Igor))                                                                | 23                  | 17                   | 86                  | —             | 957 tisíc     | Kruhy a vlny (217 Twins Edition)       |
| 2023 | „Boží mlýny melou furt“ (s Nik Tendo (ft. Saul, Zkrat Kratochvíl, Fobia Kid, Luisa, James Cole a PTK)) | 36                  | 25                   | 61                  | —             | 1,1 mil.      | Kruhy a vlny (217 Twins Edition)       |
| 2023 | „Ján Jákoby vs Svět“                                                                                   | 5                   | 3                    | 8                   | —             | 1,9 mil.      | Yzomandias II: Zpátky na svojí planetu |
| 2023 | „Na rohu“ (ft. Nik Tendo)                                                                              | 7                   | 5                    | 9                   | 965 tisíc     | 3,7 mil.      | Yzomandias II: Zpátky na svojí planetu |
| 2023 | „Nevíš nic pt. 2“                                                                                      | 10                  | 8                    | 22                  | —             | 1,6 mil.      | Yzomandias II: Zpátky na svojí planetu |
| 2023 | „Zpátky na svojí planetu“                                                                              | 12                  | 9                    | 25                  | —             | 1,1 mil.      | Yzomandias II: Zpátky na svojí planetu |
| 2023 | „Keep it G“ (ft. Karlo)                                                                                | 13                  | 10                   | 16                  | —             | 1,3 mil.      | Yzomandias II: Zpátky na svojí planetu |
| 2023 | „Nevíš nic pt. 1“ (ft. Nik Tendo)                                                                      | 17                  | 13                   | 26                  | —             | 1,1 mil.      | Yzomandias II: Zpátky na svojí planetu |
| 2023 | „Prcvl“ (ft. Nik Tendo)                                                                                | 18                  | 14                   | 33                  | —             | 1,1 mil.      | Yzomandias II: Zpátky na svojí planetu |
| 2023 | „Fukk Dat“                                                                                             | 19                  | 15                   | 37                  | —             | 4,9 mil.      | Yzomandias II: Zpátky na svojí planetu |
| 2023 | „Hore High“                                                                                            | 21                  | 16                   | 32                  | —             | 1 mil.        | Yzomandias II: Zpátky na svojí planetu |
| 2023 | „Sucker Free“ (ft. Hasan a Doktor)                                                                     | 26                  | 20                   | 55                  | —             | 746 tisíc     | Yzomandias II: Zpátky na svojí planetu |
| 2023 | „Kérky na mym ksichtě“ (ft. PTK)                                                                       | 32                  | 23                   | 59                  | —             | 929 tisíc     | Yzomandias II: Zpátky na svojí planetu |
| 2023 | „Nikdy už nebudem dole“                                                                                | 44                  | 31                   | 78                  | —             | 625 tisíc     | Yzomandias II: Zpátky na svojí planetu |
| 2023 | „Váhy“                                                                                                 | 46                  | 33                   | 49                  | —             | 870 tisíc     | Yzomandias II: Zpátky na svojí planetu |
| 2024 | „Až bude hořet“ (ft. Viktor Sheen a Hard Rico)                                                         | 3                   | 2                    | 8                   | —             | 10,3 mil.     | Paranoia (EP)                          |
| 2024 | „Paranoia“ (ft. Separ, Viktor Sheen, Nik Tendo, Karlo a PTK)                                           | 6                   | 3                    | 14                  | —             | 3,6 mil.      | Paranoia (EP)                          |
| 2024 | „Big Mac“                                                                                              | 11                  | 5                    | 46                  | —             | 1,3 mil.      | Paranoia (EP)                          |
| 2024 | „Gang Gang“ (ft. Nik Tendo)                                                                            | 12                  | 6                    | 47                  | —             | 1,1 mil.      | Paranoia (EP)                          |
| 2024 | „Chceš to fakt nebo jen asi?“                                                                          | 30                  | 15                   | 99                  | —             | 441 tisíc     | Paranoia (EP)                          |
| 2024 | „Lepšie ako heroooin“ (ft. Shimmi a Nik Tendo)                                                         | 32                  | 17                   | 87                  | —             | 536 tisíc     | Paranoia (EP)                          |
| 2024 | „No Sleep Gang“ (s P T K)                                                                              | 5                   | 5                    | 20                  | —             | 9,1 mil.      | Painkillers                            |
| 2024 | „Get Low“ (s P T K)                                                                                    | 12                  | 7                    | 39                  | —             | 3,8 mil.      | Painkillers                            |
| 2024 | „Uprostřed oceánu“ (s P T K)                                                                           | 5                   | 4                    | 20                  | —             | 2,6 mil.      | Painkillers                            |
| 2024 | „V hlavě“ (s P T K (ft. Viktor Sheen))                                                                 | 8                   | 7                    | 12                  | —             | 5,8 mil.      | Painkillers                            |
| 2024 | „KSN“ (s P T K)                                                                                        | 10                  | 9                    | 22                  | —             | 9,2 mil.      | Painkillers                            |
| 2024 | „Painkillers“ (s P T K (ft. Luca Brassi10x))                                                           | 12                  | 11                   | 2                   | —             | 7,5 mil.      | Painkillers                            |
| 2024 | „Svoboda“ (s P T K (ft. Sara Rikas))                                                                   | 21                  | 17                   | 23                  | —             | 5,6 mil.      | Painkillers                            |
| 2024 | „Rooftop“ (s P T K (ft. Luca Brassi10x, Hard Rico a 13Many))                                           | 24                  | 20                   | 13                  | —             | 3,6 mil.      | Painkillers                            |
| 2024 | „Peaky Blinders“ (s P T K)                                                                             | 29                  | 24                   | 36                  | —             | 1,5 mil.      | Painkillers                            |
| 2024 | „Oko za oko“ (s P T K (ft. Stein27))                                                                   | 36                  | 28                   | 46                  | —             | 1,4 mil.      | Painkillers                            |
| 2024 | „Zapaldo Fire“ (s P T K)                                                                               | 38                  | 30                   | 55                  | —             | 1,2 mil.      | Painkillers                            |
| 2024 | „Gremlin“ (s P T K)                                                                                    | 43                  | 32                   | 66                  | —             | 2,1 mil.      | Painkillers                            |
| 2024 | „IceWear“ (s P T K)                                                                                    | 49                  | 37                   | 57                  | —             | 1 mil.        | Painkillers                            |
| 2024 | „Planeta Pula“ (s P T K (ft. Nik Tendo))                                                               | 63                  | 45                   | 76                  | —             | 1,1 mil.      | Painkillers                            |
| 2025 | „KSN (Pintlich Remix)“ (s P T K)                                                                       | 1                   | 1                    | 22                  | —             | 1,3 mil.      | —                                      |

Uvedený počet streamů na YouTube je k srpnu 2024. Na Spotify je k červnu 2025.